# 公有地の拡大の推進に関する法律
公有地の拡大の推進に関する法律（こうゆうちのかくだいのすいしんにかんするほうりつ、昭和47年6月15日法律第66号）は、公有地の拡大の計画的な推進を図り、もって地域の秩序ある整備と公共の福祉の増進に資することに関する日本の法律である。
1972年（昭和47年）6月15日に公布された。

## 構成
- 第一章 総則
- 第二章 都市計画区域内の土地等の先買い
- 第三章 土地開発公社
- 第四章 補則
- 第五章 罰則
- 附則